# مالی برانوو
مالی برانوو (به چکی: Malý Beranov) یک منطقهٔ مسکونی در جمهوری چک است که در ناحیه ییهلاوا واقع شده‌است. مالی برانوو ۱ کیلومتر مربع مساحت و ۵۹۵ نفر جمعیت دارد و ۴۸۲ متر بالاتر از سطح دریا واقع شده‌است.